# Tranvia Lodi-Treviglio-Bergamo
La tranvia Lodi-Treviglio-Bergamo era una linea tranviaria interurbana che ha collegato la città di Lodi a quella di Bergamo tra gli anni ottanta del XIX secolo e gli anni venti del XX secolo.

## Storia

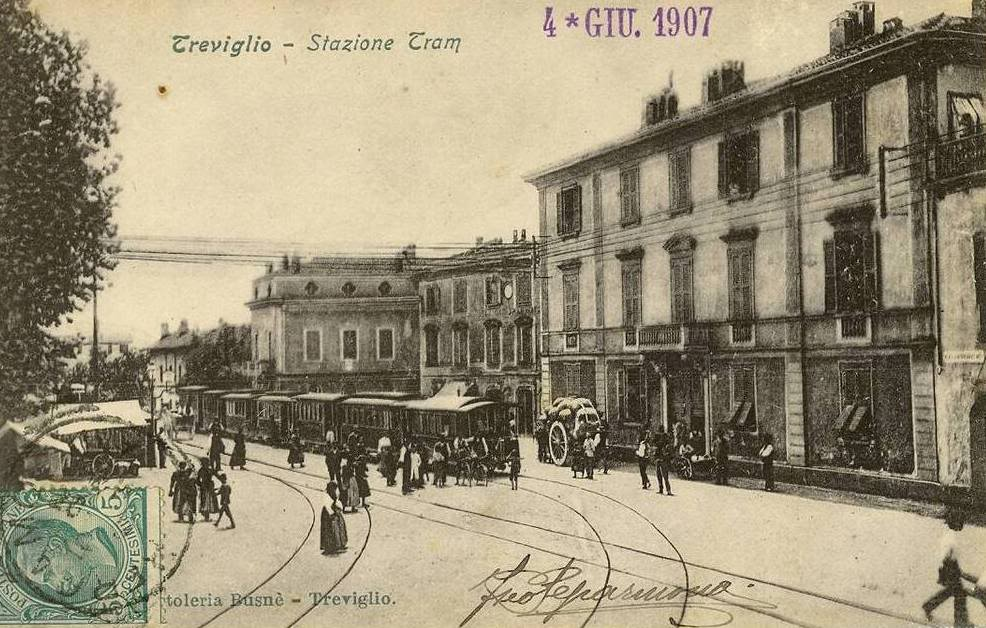
Treviglio, la stazione tranviaria

Alla fine degli anni settanta del XIX secolo un gruppo di finanzieri rappresentati da Ferdinando Pistorius chiesero la concessione per la costruzione e l'esercizio di una ferrovia a vapore che collegasse Lodi a Pandino, Treviglio e Bergamo utilizzando i percorsi della strada Bergamina e della provinciale per Bergamo. La domanda fu presentata alle province competenti di Bergamo, di Cremona e di Milano.
La Deputazione Provinciale di Bergamo fu la prima a riconoscere la concessione sul tratto stradale di sua competenza (21 giugno 1879), seguita nove giorni dopo da quella di Milano. L'ultimo ad accordare la concessione fu l'ente cremonese che lo fece solamente il 31 luglio.
Un mese dopo, il 31 agosto, fu aperto all'esercizio il tronco Treviglio–Bergamo, mentre Lodi fu raggiunta il 15 giugno dell'anno seguente.
Il 6 giugno 1883 il cavalier Pistorius cedette la concessione alla Società Anonima delle Tramways a Vapore Interprovinciali di Milano, Bergamo e Cremona (TIP).

Il servizio viaggiatori era organizzato sulle due distinte relazioni Bergamo-Treviglio e Treviglio-Lodi. La prima direttrice era servita da otto coppie di corse giornaliere, mentre sulla seconda queste si riducevano a sei. Le motrici a vapore atte all'uso stradale erano autorizzate a trainare fino ad un massimo di quattro vetture. La provincia di Cremona concesse per la tratta Agnadello-Dovera, di propria competenza, l'utilizzo di composizioni di sei carrozze.
Il servizio merci era invece espletato da due coppie giornaliere di treni che percorrevano l'intera linea.

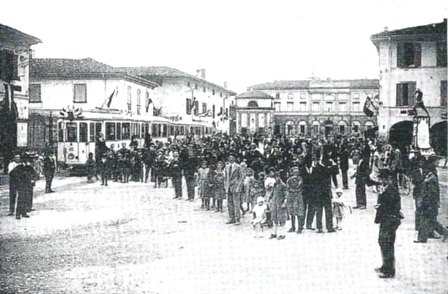
Inaugurazione del tram elettrico a Stezzano (1925)

La concessione, di durata cinquantennale, sarebbe dovuta scadere nel 1929, tuttavia il servizio sulla linea fu sospeso dalla TIP già alla fine del 1920, per essere sostituito da autobus. Questo servizio, affidato a mezzi a quel tempo sperimentali, non fu ritenuto soddisfacente dai comuni cremonesi interessati i quali, negli anni seguenti, richiesero più volte il ripristino dell'esercizio tranviario. Le richieste furono rigettate e la sezione cremonese fu smantellata nel 1927. Iniziative analoghe furono promosse dalla provincia di Bergamo e dal comune di Treviglio, ma la mancanza di fondi bloccò tutto.
Sulla tratta orobica, frattanto, nel 1919, erano iniziati i lavori di prolungamento della rete tranviaria urbana di Bergamo fino a Colognola, che sfruttava in parte il percorso della tranvia a vapore e la cui inaugurazione avvenne il 3 maggio 1925. Il successivo 13 giugno, la tranvia fu prolungata a Stezzano, con capolinea nella piazza centrale.

## Caratteristiche
| Unknown route-map component "exCONTg" |  | Unknown route-map component "exCONTg" |  |  |

| Unknown route-map component "exSTR" | Unknown route-map component "uexSTR+l" | Unknown route-map component "exmKRZ" | Unknown route-map component "uexCONTfq" |  |

| Unknown route-map component "exKBHFe" | Unknown route-map component "uexBHF" | Unknown route-map component "exKBHFe" |  |  |

|  | Unknown route-map component "uexHST" |

| Unknown route-map component "CONTgq" | Unused waterway under railway bridge | Unknown route-map component "CONTfq" |  |  |

|  | Unknown route-map component "uexBHF" |

|  | Unknown route-map component "uexBHF" |

|  | Unknown route-map component "uexHST" |

|  | Unknown route-map component "uexHST" |

|  | Unknown route-map component "uexHST" |

|  | Unknown route-map component "uexHST" |

| Unknown route-map component "uexCONTgq" | Unknown route-map component "uexABZg+r" |  |  |  |

|  | Unknown route-map component "uexBHF" |

|  | Unknown route-map component "uexABZgl" | Unknown route-map component "uexCONTfq" |  |  |

| Unknown route-map component "CONTgq" | Unknown route-map component "uxmKRZo" | Unknown route-map component "CONTfq" |  |  |

|  | Unknown route-map component "uexHST" |

|  | Unknown route-map component "uexHST" |

|  | Unknown route-map component "uexSTR+GRZq" |

|  | Unknown route-map component "uexBHF" |

|  | Unknown route-map component "uexBHF" |

|  | Unknown route-map component "uexBHF" |

|  | Unknown route-map component "uexSTR+GRZq" |

|  | Unknown route-map component "uexHST" |

|  | Unknown route-map component "uexABZg+l" | Unknown route-map component "uexCONTfq" |  |  |

|  | Unknown route-map component "uexHST" |

|  | Unknown route-map component "uexhKRZWae" |

|  | Unknown route-map component "uexABZgl" | Unknown route-map component "uexCONTfq" |  |  |

|  | Unknown route-map component "uexBHF" |

|  | Unused urban continuation forward |

La linea era una tranvia a binario semplice. La lunghezza di tracciato era di 45,625 km di cui 28,028 km in territorio bergamasco, 15,048 km in provincia di Cremona e solo 2,550 km in provincia di Milano.
Il percorso si inoltrava lungo le strade provinciali Bergamina e Treviglio-Bergamo, su sede promiscua o separata dalla carreggiata tramite un cordone marciatram. Lo scartamento adottato era quello standard tranviario italiano da 1445 mm.
L'esercizio rimase a vapore per tutto il corso di vita dell'infrastruttura.

### Percorso

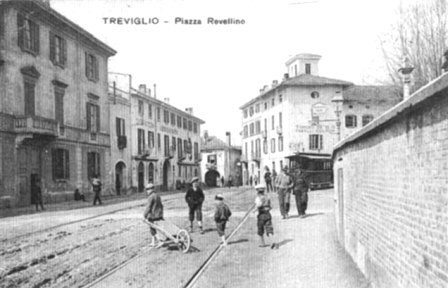
Treviglio, un tram approccia piazza Revellino

La linea tranviaria fu la diretta prosecuzione della tranvia proveniente da Milano, la quale fu costruita ed esercita dalla medesima società.
Dalla stazione tranviaria di Lodi Porta Milano, la tranvia percorreva la strada di circonvallazione, poi denominata via Defendente Lodi, per giungere nei pressi del ponte sull'Adda. In questo luogo avveniva la congiunzione con la linea destinata a Soncino, inizialmente gestita da società concessionarie diverse - prima la Tramways and General Work, poi la The Lombardy Road Railways - fino a quando, nel 1898, fu rilevata dalla TIP.
Il tratto in comune fra le due tranvie era lungo circa 1200 m, dopodiché la linea per Bergamo si immetteva sulla strada Bergamina, mentre quella per Soncino proseguiva lungo la provinciale bresciana.
La tranvia risaliva la Bergamina per giungere a Treviglio, dove si congiungeva con la linea per Cassano d'Adda e Villa Fornaci e la sua diramazione per Caravaggio, esercita dalla stessa società concessionaria. Con la costruzione del raccordo tra la stazione ferroviaria di Treviglio e la stazione di Treviglio Ovest (1908) fu costruito un cavalcavia per evitare l'attraversamento a raso della ferrovia da parte della linea tranviaria.
Dopo Treviglio, la linea si immetteva sulla provinciale per Bergamo. Giunta nella città orobica, percorreva la strada di circonvallazione (attuali vie don Palazzolo e Tiraboschi), quindi imboccava il viale della stazione, fino al capolinea posto fra le stazioni della ferrovia della Valle Brembana e Valle Seriana. Nella zona di Porta Nuova, la linea incrociava le tranvie elettriche urbane, mentre sul viale della stazione ad essere incrociata era la linea per Trescore e Sarnico.
La linea fu raccordata dal 1884 alla stazione della linea della val Seriana, sia per il traffico merci che per quello passeggeri.

### Esplicative
1. ↑  La linea è conosciuta anche come Bergamo-Lodi, soprattutto nella letteratura bergamasca. Il senso dispari della linea andava dalla cittadina lodigiana a quella orobica in quanto essa fu esercita dalle stesse società tranviarie che avevano ottenuto in concessione diverse linee tranviarie nel milanese.

### Bibliografiche
1. 1 2  Cornolò (1980), p. 38.
2. 1 2 3  Albertini & Cerioli (1994), p. 93.
3. ↑  Zanin (2016), p. 58.
4. ↑  Zanin (2016), p. 13, indica come data di cessazione del servizio il 17 gennaio 1921.
5. 1 2  Albertini & Cerioli (1994), p. 94.
6. ↑  Il Cornolò, tuttavia, sostiene che la linea fu abbandonata nel 1929 allo scadere della concessione, vedi Cornolò (1980), p. 123
7. ↑  Zanin (2016), p. 63.
8. ↑  Ogliari & Sapi (1963), p. 315.
9. ↑  Frattini & Ravanelli (2013)
10. ↑  Albertini & Cerioli (1994), p. 99.
11. ↑  Albertini & Cerioli (1994), p. 96.
12. ↑  Zanin (2016), p. 74.
13. ↑  Leopardi, Ferruggia & Martinelli (2005).
14. ↑  Zanin (2016), p. 64.
15. ↑  Zanin (2016), p. 54.